# Olympische Winterspiele 1998/Teilnehmer (Uruguay)
| Gelbes Symbol für Goldmedaillen mit stilisierten Olympischen Ringen | Graues Symbol für Silbermedaillen mit stilisierten Olympischen Ringen | Braundes Symbol für Bronzemedaillen mit stilisierten Olympischen Ringen |
| ------------------------------------------------------------------- | --------------------------------------------------------------------- | ----------------------------------------------------------------------- |
| —                                                                   | —                                                                     | —                                                                       |

Uruguay nahm an den Olympischen Winterspielen 1998 im japanischen Nagano mit einem Sportler teil.
Es war die erste Teilnahme Uruguays an Olympischen Winterspielen.

## Flaggenträger
Der Slalomfahrer Gabriel Hottegindre trug die Flagge Uruguays während der Eröffnungsfeier im Olympiastadion.

## Teilnehmer nach Sportart

### Ski Alpin
| Athleten            | Wettbewerbe | 1. Lauf     | 1. Lauf | 2. Lauf     | 2. Lauf | Gesamt      | Gesamt |
| Athleten            | Wettbewerbe | Zeit        | Rang    | Zeit        | Rang    | Zeit        | Rang   |
| ------------------- | ----------- | ----------- | ------- | ----------- | ------- | ----------- | ------ |
| Männer              |             |             |         |             |         |             |        |
| Gabriel Hottegindre | Slalom      | 1:01,98 min | 31      | 1:01,29 min | 24      | 2:03,27 min | 24     |